# Acta Bolyai
Acta Bolyai (apărută în anul 1946) și Acta Bolyaiana (apărută în 1947) - sunt reviste publicate între anii 1946-1947 de Facultatea de Matematică și Științe ale Naturii ale Universității Bolyai din Cluj în limbile engleză, franceză și germană, cu rezumate în maghiară și română.
Colegiul editorial al primului volum a fost reprezentat de cătr Lajos Csik, Lóránt Dezső, Lajos Imre și László Varga, la care s-a adăugat István Péterfi la volumul doi. Pe lângă editori, au contribuit ca autori ai articolelor Samu Borbély, István Csűrös, Imre Fényes, Zoltán Gyulai, László Heinrich, Erzsébet Kol, Tihamér László, György Pic, Ilona Soós, Árpád Szabó și Teofil T. Vescan.

## Literatură suplimentară
- Maurer, I.Gyula: Romániai magyar matematikai és csillagászati szakirodalom[nefuncțională]
 (Literatura maghiară de specialitate de matematică și astronomie din România), Comunicatele MNE, Miskolc, seria VI., pp. 142-144, 1988